# Cattedrale di Campo dell'Esercito Polacco
La cattedrale di Campo dell'Esercito Polacco (in polacco Katedra Polowa Wojska Polskiego), conosciuta anche come chiesa di Nostra Signora Regina della Corona Polacca, è la chiesa principale del presidio di Varsavia e la cattedrale che rappresenta tutto l'esercito polacco. In passato la chiesa serviva una grande varietà di comunità ed aveva diversi ruoli: fu usata per essere la chiesa del Collegium Nobilium e nel XIX secolo fu anche trasformata in chiesa ortodossa. Tutte le principali feste religiose del mondo militare a Varsavia si tengono in quella chiesa. Si trova sulla via Dluga 13/15, davanti al monumento degli eroi della rivolta di Varsavia e alla Piazza Krasiński, vicino al centro storico di Varsavia.
La chiesa ha sostituito il ruolo della chiesa precedente dedicata ai Santi Primo e Feliciano, ed ha ricevuto un nuovo santo patrono, la Madonna delle Vittorie. Un dipinto di Santa Maria la Graziosa è stato importato da Faenza e delle reliquie di due santi cattolici sono state portate da Roma, dopo esser state donate da papa Urbano VIII. A causa del suo lungo periodo di costruzione l'architettura risultò obsoleta quasi immediatamente dopo il suo completamento: appariva come un tardo barocco, perciò lo stile venne cambiato con lo stile classicista diffuso nell'Europa dell'epoca. Nel 1730 la chiesa fu ricostruita secondo i piani di Józef Fontana (Giuseppe Fontana).
Dopo la fallita rivolta di Novembre contro l'impero russo, nel 1834 la chiesa fu confiscata dalle autorità russe e trasformata nella chiesa ortodossa della Santissima Trinità. Tra il 1835 e il 1837 venne ancora una volta ricostruita in uno stile che ricordava le chiese barocche di Rastrelli. I suoi autori furono Antonio Corazzi e Andrzej Gołuński. Durante la ricostruzione gran parte delle decorazioni interne furono distrutte e sostituite con affreschi ortodossi e con una grande iconostasi. Inoltre furono aggiunte alle torri campanarie delle cupole a cipolla ed una grande cupola al centro del tetto. Allo stesso tempo, gli edifici circostanti al monastero degli scolopi e al palazzo Humański furono ricostruiti in stile russo.

## Storia

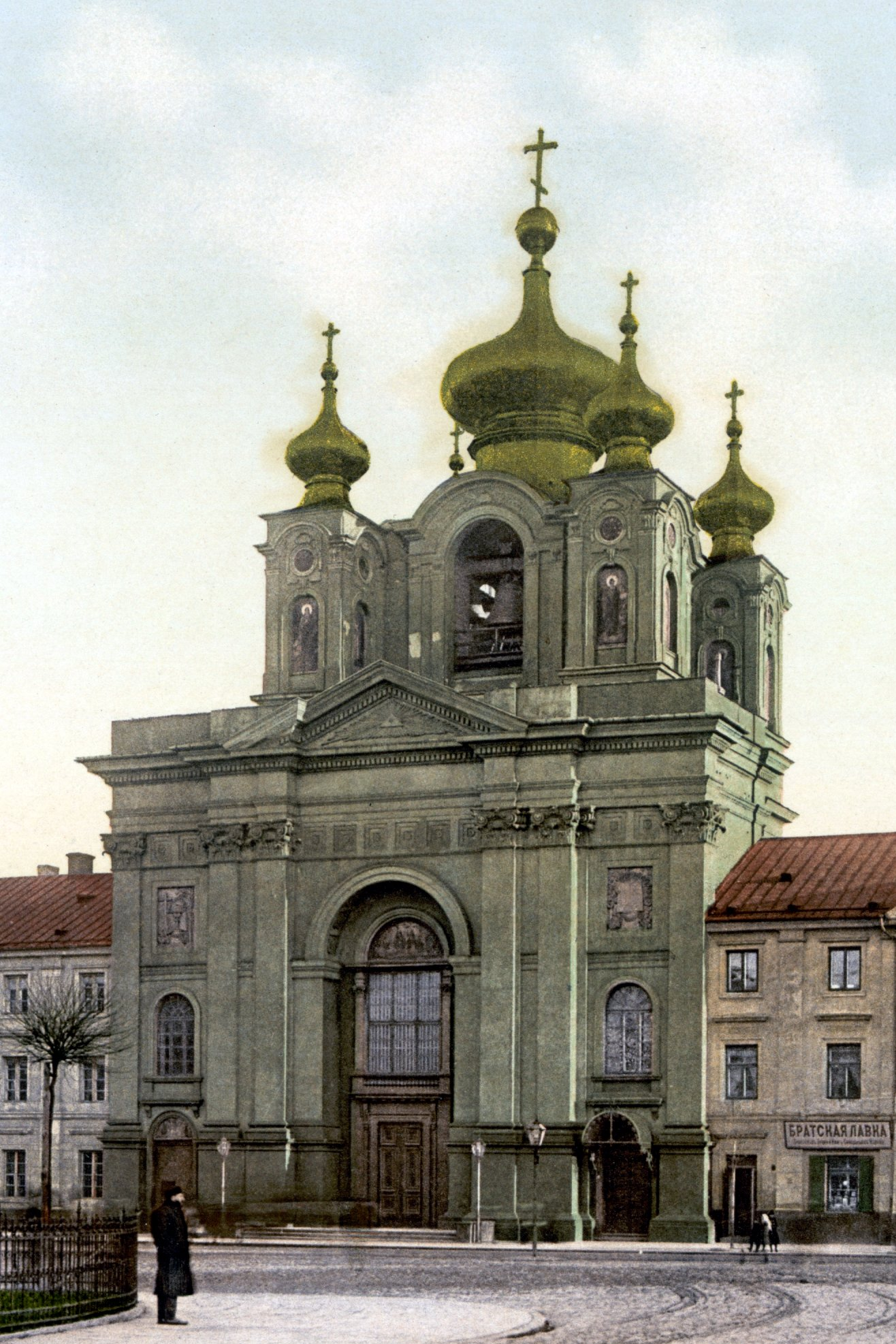
Veduta anteriore della Cattedrale (stile ortodosso)

Nel XVII secolo i frati scolopi hanno avuto il privilegio reale di ottenere un vasto terreno a ovest del centro storico di Varsavia. L'area, situata lungo il nuovo lastricato di via Miodowa, era vicina al centro della città dell'epoca, ma allo stesso tempo offriva molto più spazio che in città densamente popolate. I monaci fondarono il Collegium Nobilium, una delle scuole più importanti dell'epoca: il collegio fu predecessore dell'Università di Varsavia. Nel 1660 avviarono inoltre la costruzione di una nuova chiesa che sarebbe servita sia agli studenti che ai loro insegnanti. Il luogo fu scelto probabilmente da Costantino Tencalla, un architetto italiano attivo al momento nella regione della Confederazione polacco-lituana.
La chiesa, in gran parte finanziata dal re Giovanni II Casimiro di Polonia, occupava il sito della chiesa in legno dei Santi Primo e Feliciano, distrutta dagli svedesi durante la loro invasione (ricordata dai polacchi come il "Diluvio" - Potop). Tuttavia, dopo le guerre con l'Impero svedese, la Moscovia e i Cosacchi, l'economia era in rovina e l'abdicazione del re di Polonia segnò la fine dell'ambiziosa costruzione. A causa di questo, i lavori di costruzione durarono fino al 1682. I lavori interni durarono due decenni in più e non fu che nel 1701 che la chiesa fu definitivamente consacrata dal vescovo di Poznań Mikołaj Święcicki.
Dopo che i Russi lasciarono Varsavia nel 1915, la chiesa fu utilizzata come deposito dall'esercito tedesco di stanza a Varsavia. Dopo l'indipendenza della Polonia nel 1918, fu deciso di ricostruire la chiesa nel suo aspetto precedente. Tra il 1923 e il 1927 la chiesa venne nuovamente ricostruita, su progetto di Oskar Sosnowski, che si basò sui disegni del XVII secolo. Dopo la ristrutturazione del santuario fu ancora una volta consacrata come chiesa cattolica, ma non fu più restituita agli Scolopi. Fu elevata invece alla dignità di cattedrale, quando divenne la sede dell'Ordinario militare in Polonia.
Durante la rivolta di Varsavia del 1944, la cattedrale fu una delle chiese spesso prese di mira dalla Luftwaffe. Pesanti combattimenti furono combattuti tra le sue rovine e la torre occidentale che si conservò era utilizzata come posto di osservazione. Allo stesso tempo il monastero, le cripte sotto la chiesa e le cantine furono utilizzate come ospedale da campo provvisorio. I resti della chiesa, insieme all'ospedale, furono distrutti dai bombardamenti aerei tedeschi il 20 agosto 1944.

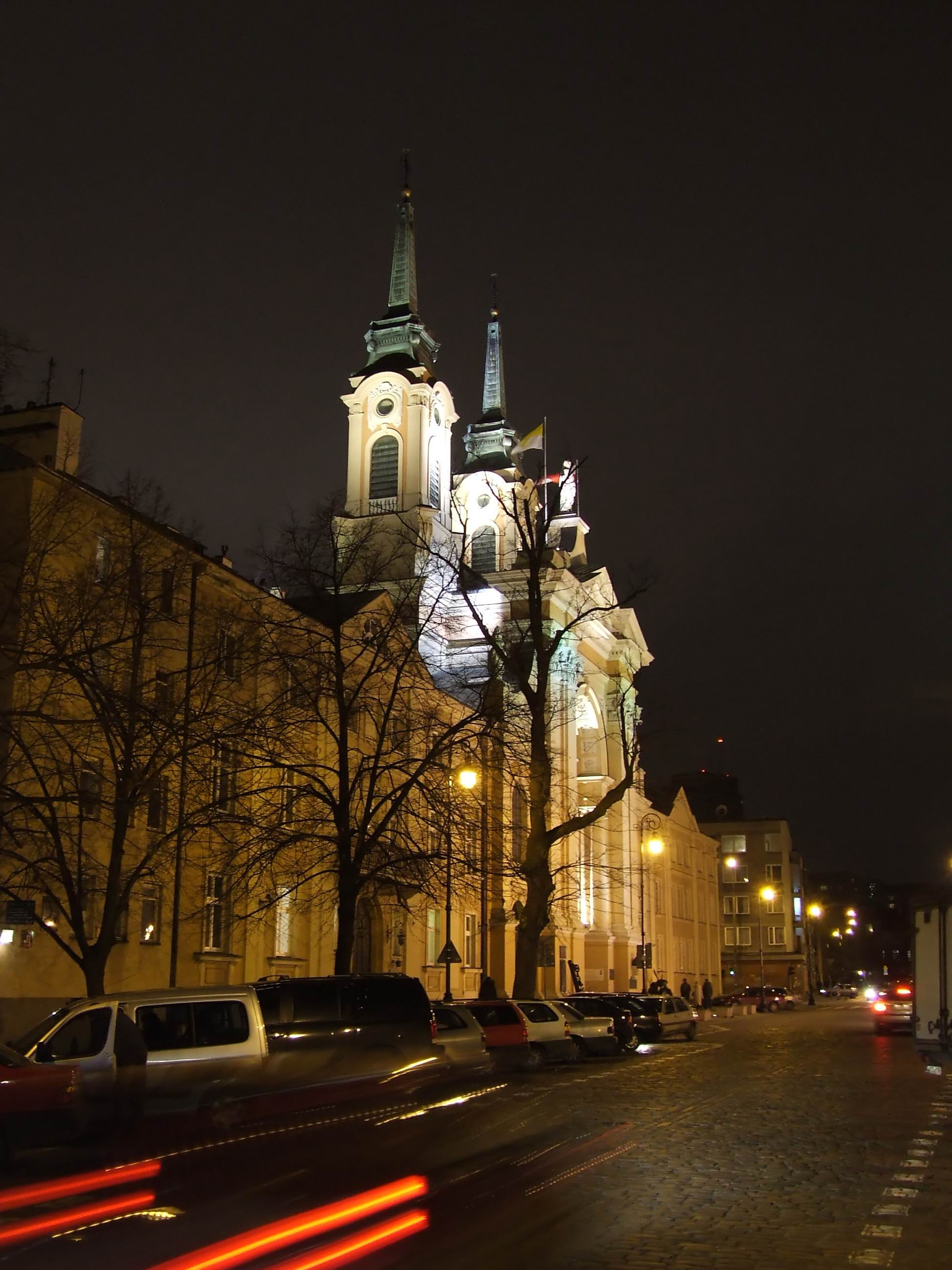
Una veduta notturna

Dopo la guerra, tra il 1946 e il 1960, la chiesa fu restaurata e riportata al suo antico splendore da una squadra di architetti guidati da Leon Marek Suzin. La chiesa è rimasta la sede dell'ordinario militare, anche se questa carica fu soppressa nell'esercito polacco del periodo comunista. L'istituzione ufficiale dell'Ordinariato militare in Polonia (con posti simili per altre confessioni) fu ripristinata il 21 gennaio 1991. La chiesa, di conseguenza, ha riguadagnato lo status di cattedrale, una delle tre presenti a Varsavia.

## Caratteristiche principali
La cattedrale è la chiesa centrale dell'esercito polacco e vi si svolgono tutte le grandi feste religiose legate alla forze armate polacche. La facciata frontale è caratterizzata da un grande timpano sovrastante una scultura raffigurante la Vergine Maria e affiancata da due basse torri. Su entrambi i lati dell'ingresso principale vi sono una serie di tavole di pietra commemorative le più notevoli unità militari polacche del passato, così come un'ancora ed un'elica che simboleggiano i due altri corpi delle forze armate polacche. L'ingresso della chiesa è caratterizzato da una serie di dipinti che mostrano alcune delle battaglie e delle ribellioni polacche più importanti. Altre battaglie sono raffigurate sul cancello di bronzo.
L'altare principale contiene una scultura del santo patrono della chiesa, Nostra Signora Regina della Corona Polacca. Sotto la scultura vi è una grata d'acciaio con centinaia di decorazioni militari e targhe votive donate dai soldati. A sinistra c'è la piccola cappella del Soldato Polacco e il Mausoleo dei Difensori della Patria. Tra le battaglie, scolpite su lastre di pietra, ci sono la battaglia di Cedynia, la battaglia di Grunwald, la battaglia di Vienna, la battaglia della Westerplatte, la difesa di Varsavia, la Rivolta di Varsavia e la battaglia di Berlino, così come altre battaglie della Seconda guerra mondiale. La cappella a destra dell'altare è dedicata alle vittime del Massacro di Katyn'. Circa 15.000 tavolette ricordano i nomi degli ufficiali polacchi uccisi dalla NKVD nel 1940, mentre altre 7.000 riportano i nomi degli ufficiali i cui corpi sono ancora dispersi. Alcuni dei dipinti antecedenti alla guerra che sono stati distrutti dai tedeschi nel 1944 sono stati sostituiti con dipinti di Michael Willmann, portati a Varsavia dalla Slesia dopo la guerra.